# Третьякова, Прасковья Петровна
Праско́вья Петро́вна Третьяко́ва (1782 — после 1856) — русская купчиха 3-й гильдии и промышленница в московском регионе.

## Биография
Прасковья Третьякова родилась в 1782 году.
В 1838 году она торговала в пяти лавках, четыре из которых располагались в Китай-городе (в Городской части) и одна в Тверской части. В трёх китайгородских лавках продавались овощи, ещё в одной — табак. Также продавался чай в пятой лавке в Тверской части. Третьяковское дело приносило доход, что позволило им открыть небольшое предприятие по производству помады в Якиманской части. Как и помещение для промышленного заведения, все пять лавок им не принадлежали, то есть были арендованными. В 1838 году семья Третьяковых прожила в Москве более 40 лет. Муж Третьяковой, Фёдор (1771 — после 1810), в 1795 году приехал в Москву со своей матерью Ириной Третьяковой и тремя младшими братьями и поступил в московское купеческое сословие из малоярославецких купцов Калужской губернии. Семья сняла квартиру, и четверо братьев начали вести «торг в Овощном ряду».
Около 1798 года Прасковья вышла замуж за Фёдора. После смерти в 1800 и 1802 годах двух братьев из четырёх, оставшиеся в живых Фёдор и Иван разделились, согласно материалам ревизии 1811 года. В это время Фёдор и Прасковья, у которых было трое сыновей и трое дочерей, жили на съёмной квартире. В последующее десятилетие торговля шла не очень хорошо, что могло быть связано с разорением семьи после пожара Москвы в 1812 году во время нашествия Наполеона. Семье пришлось перейти в мещанство.
В 1821 году Третьяковы «возвратились» из мещан в 3-ю гильдию московского купечества. Семья на тот момент состояла из одной матери — вдовы Прасковьи Третьяковы, трёх сыновей — Александра (1800—?), Ивана (1804—1877), Фёдора (1810—1841) и дочери Варвары (1810—?). По состоянию на 1830 год Третьякова с тремя сыновьями торговала овощными продуктами и жила на съёмной квартире в Тверской части.
В 1838 году трое сыновей Прасковьи — Фёдор, Иван, Александр — и наёмный приказчик саратовского купца Дмитрий Антипин вели торговлю в четырёх лавках, зарегистрированных на имя Прасковьи. Сама Прасковья заведовала лавкой в Тверской части. «Помадное заведение» было зарегистрировано на Третьякову вместе с её сыном Александром. В 1839 году продукция этого заведения — «помады, духи, мыло, свечи и порошки курительные» — экспонировалась на выставке российских мануфактурных изделий в Санкт-Петербурге. По данным на 1843 год, в помадном заведении было 9 рабочих, годовая выработка составляла 36 тысяч рублей серебром.
До конца 1840-х годов ни Прасковья, ни её дети не сумели обзавестись недвижимостью в столице и продолжали жить на съёмных квартирах.
По ревизии 1850 года 68-летняя Прасковья Третьякова продолжала брать гильдейское свидетельство на своё имя, её 49-летний сын Александр находился в одном капитале, что и она (он был женат на дворянке по имени Елизавета, детей пара не имела), а её второй сын Иван отделился. В 1856 году на помадной фабрике работало 6 рабочих, объём продукции упал более чем вдвое по сравнению с 1850 годом — до 16 200 рублей серебром.